# Alfredo Striani
Alfredo Striani (7 de abril de 1967) es un deportista italiano que compitió en remo. Ganó siete medallas en el Campeonato Mundial de Remo entre los años 1987 y 1993.

## Palmarés internacional
| Campeonato Mundial | Campeonato Mundial       | Campeonato Mundial | Campeonato Mundial        |
| Año                | Lugar                    | Medalla            | Prueba                    |
| ------------------ | ------------------------ | ------------------ | ------------------------- |
| 1987               | Copenhague (Dinamarca)   | Medalla de oro     | Ocho con timonel ligero   |
| 1988               | Milán (Italia)           | Medalla de oro     | Ocho con timonel ligero   |
| 1989               | Bled (Yugoslavia)        | Medalla de plata   | Cuatro sin timonel ligero |
| 1990               | Tasmania (Australia)     | Medalla de oro     | Ocho con timonel ligero   |
| 1991               | Viena (Austria)          | Medalla de plata   | Cuatro sin timonel ligero |
| 1992               | Montreal (Canadá)        | Medalla de plata   | Cuatro sin timonel ligero |
| 1993               | Račice (República Checa) | Medalla de bronce  | Cuatro sin timonel ligero |